# Von wegen „Schicksal“
Von wegen „Schicksal“ ist ein preisgekrönter deutscher Dokumentarfilm von Helga Reidemeister von 1978/1979 über die geschiedene 48-jährige Mutter Irene Rakowitz in West-Berlin.

## Handlung
Der Film beschreibt das Leben der 48-jährigen Irene Rakowitz, die mit zweien ihrer vier Kinder in einem Hochhaus im Märkischen Viertel in West-Berlin lebt.
Diese erzählt über Schwierigkeiten bei der Erziehung ihrer Kinder und berichtet kritisch über ihre gescheiterte Ehe und ihr Leben.
Die Regisseurin Helga Reidemeister befragt auch deren Kinder und den ehemaligen Ehemann zu ihren Sichtweisen auf die Familie.
Der Film lebt vom selbstbewussten Auftreten der Mutter und deren Kinder vor der Kamera und lässt auch heftigere Gefühlsausbrüche zu.
Irene Rakowitz betont zu Beginn, dass ihre Familiengeschichte nicht nur privat sei, wie ihre älteste Tochter kritisch zum Film meinte, sondern durchaus typisch für viele Frauen und deren Familien, die noch durch das traditionelle Frauenbild geprägt seien.

## Hintergründe
Helga Redemeister hatte als Sozialarbeiterin im Märkischen Viertel in Berlin Irene Rakowitz bereits einige Jahre vorher kennengelernt und sich mit ihr angefreundet.  Diese schlug ihr dann vor, einen Film über sich zu machen. Dieser wurde der Abschlussfilm an der Deutschen Film- und Fernsehakademie Berlin von Helga Reidemeister. Irene Rakowitz wirkte bei dem Entwurf zum Drehbuch mit.
Das Literarische Colloquium Berlin und das Zweite Deutsche Fernsehen
produzierten den Film mit, letzteres unter der Redaktion von Eckart und Ursula Stein und der Produktionsleitung von Ursula Ludwig. Regieassistentin und Tonmeisterin war Katharina Geinitz
Der Titel des Films bezieht sich auf die mehrfach vorgetragenen Behauptungen des ehemaligen Ehemannes Richard Rakowitz (der einen österreichischen Dialekt sprach), dass jeder Mensch sein „Schicksal“ habe, dem er nicht entrinnen könne, was er auch auf die schwierigen Verhältnisse der Ehe bezog.

## Aufführungen und Nachwirkungen
Der Film wurde zuerst auf der Berlinale im Forum des internationalen Films am 25. Februar 1979 gezeigt.
Nach der Aufführung auf der Duisburger Filmwoche am 8. November 1979 gab es von einigen Filmemachern und Zuschauern heftige Kritik, da in einigen Filmsequenzen zu Beginn durch die Regisseurin in die gefilmten Streitigkeiten verbal eingegriffen wurde und die Mutter bei einem Streit mit dem 8-jährigen Sohn aktiv unterstützt wurde. Daraus entwickelte sich in den folgenden Monaten eine längere filmtheoretische Debatte über die Grenzen des Einwirkens von Regisseuren bei Dokumentarfilmen.
Am 29. März 1979 wurde der Film in der ZDF-Sendereihe Das kleine Fernsehspiel gezeigt, für die er produziert worden war, Wiederholungen gab es 2002 und 2022.
Er wurde außerdem in verschiedenen Programmkinos aufgeführt sowie auf der Retrospektive der Berlinale 2019.

## Meinungen zum Film
Das Berliner Kino Arsenal lobte den Film 2015 außerordentlich:

„Sowohl die Thematik als auch die ungeschönte und parteiliche Darstellungsweise waren etwas radikal Neues im deutschen Nachkriegskino: Das Leben einer alleinerziehenden Mutter mit all seinen Zumutungen zum Thema eines knapp zweistündigen Films zu machen, war allein schon eine Provokation. Von wegen ‚Schicksal‘ ist ein in vielfacher Weise wertvolles Dokument: für den filmischen Aufbruch einer neuen Generation von Filmemacherinnen, für Politik und Alltagskultur im West-Berlin der 1970er Jahre, aber vor allem berührt seine Protagonistin Irene Rakowitz und ihr Versuch, einem von Alltagsgewalt und Entbehrung geprägtem Schicksal die Stirn zu bieten, bis heute.“

Auch der Filmdienst betonte, der Dokumentation „gelingen Einblicke in familiäre Strukturen, wie sie bislang noch nicht auf Film festgehalten wurden.“
Die bekannte französische Schriftstellerin Marguerite Duras lobte den Film, da es ihm gelungen sei, das Schweigen einer Frau über ihr Leid zu überwinden.

## Filmpreise
- 1979 Bundesfilmpreis, Filmband in Gold[14]
- 1980 Adolf-Grimme-Preis, ehrende Anerkennung
- 1980 Cinéma du Réel, Paris, erster Preis